# Campionati del mondo di atletica leggera 1983 - Getto del peso maschile
La gara di getto del peso maschile dei campionati del mondo di atletica leggera 1983 si è svolta il 7 agosto 1983 allo Stadio Olimpico di Helsinki, in Finlandia.

## Podio
| Pos.    | Atleta           | Nazionalità    | Prestazione | Note |
| ------- | ---------------- | -------------- | ----------- | ---- |
| Oro     | Edward Sarul     | Polonia        | 21,39 m     |      |
| Argento | Ulf Timmermann   | Germania Est   | 21,16 m     |      |
| Bronzo  | Remigius Machura | Cecoslovacchia | 20,98 m     |      |

## Situazione pre-gara

### Record
Prima di questa competizione, il record del mondo (RM) e il record dei campionati (RC) erano i seguenti.
| Record                | Prestazione  | Atleta                 | Data                                    | Competizione |
| --------------------- | ------------ | ---------------------- | --------------------------------------- | ------------ |
| Record mondiale       | 22,22 m      | Udo Beyer Germania Est | 25 giugno 1983 Los Angeles, Stati Uniti |              |
| Record dei campionati | Nuovo evento | Nuovo evento           | Nuovo evento                            | Nuovo evento |

### Campioni in carica
I campioni in carica a livello mondiale e olimpico erano:
| Campione | Atleta                            | Prestazione  | Data                                   | Competizione         |
| -------- | --------------------------------- | ------------ | -------------------------------------- | -------------------- |
| Olimpico | Vladimir Kiselёv Unione Sovietica | 21,35 m      | 30 luglio 1980 Mosca, Unione Sovietica | Giochi olimpici 1980 |
| Mondiale | Nuovo evento                      | Nuovo evento | Nuovo evento                           | Nuovo evento         |

### La stagione
Prima di questa gara, gli atleti con le migliori tre prestazioni dell'anno erano:
| Pos. | Atleta                 | Prestazione | Data                                    |
| ---- | ---------------------- | ----------- | --------------------------------------- |
| 1    | Udo Beyer Germania Est | 22,22 m     | 25 giugno 1983 Los Angeles, Stati Uniti |
| 2    | Dave Laut Stati Uniti  | 21,94 m     | 28 maggio 1983 San Jose, Stati Uniti    |
| 3    | Edward Sarul Polonia   | 21,68 m     | 31 luglio 1983 Sopot, Polonia           |

## Risultati

### Qualificazioni
| Pos. | Gruppo | Atleta             | Nazione          | Lanci | Lanci | Lanci   | Misura  | Note |
| Pos. | Gruppo | Atleta             | Nazione          | 1°    | 2°    | 3°      | Misura  | Note |
| ---- | ------ | ------------------ | ---------------- | ----- | ----- | ------- | ------- | ---- |
| 1    | A      | Dave Laut          | Stati Uniti      | 21,08 | —     | —       | 21,08 m | Q    |
| 2    | B      | Edward Sarul       | Polonia          | 20,82 | —     | —       | 20,82 m | Q    |
| 3    | A      | Remigius Machura   | Cecoslovacchia   | 20,76 | —     | —       | 20,76 m | Q    |
| 4    | B      | Udo Beyer          | Germania Est     | 20,29 | —     | —       | 20,29 m | Q    |
| 5    | A      | Ulf Timmermann     | Germania Est     | 20,10 | —     | —       | 20,10 m | Q    |
| 6    | A      | Jānis Bojārs\|     | Unione Sovietica | 19,78 | 20,04 | —       | 20,04 m | Q    |
| 7    | B      | Mike Lehmann       | Stati Uniti      | 19,24 | 19,28 | 19,88   | 19,88 m | q    |
| 8    | B      | Ivan Ivančić       | Jugoslavia       | 19,51 | 19,74 | 19,39 m | 19,74 m | q    |
| 9    | B      | Josef Kubeš        | Cecoslovacchia   | 19,38 | 19,73 | 19,54   | 19,73 m | q    |
| 10   | A      | Vladimir Milić     | Jugoslavia       | 19,66 | n     | n       | 19,66 m | q    |
| 11   | A      | Aulis Akonniemi    | Finlandia        | 19,65 | n     | 18,44   | 19,65 m | q    |
| 12   | A      | Alessandro Andrei  | Italia           | n     | 19,57 | 19,24   | 19,57 m | q    |
| 13   | B      | Kevin Akins        | Stati Uniti      | 19,15 | 19,48 | 19,10   | 19,48 m |      |
| 14   | B      | Erwin Weitzl       | Austria          | 18,91 | 19,23 | 18,53   | 19,23 m |      |
| 15   | B      | Werner Günthör     | Svizzera         | 19,18 | n     | 18,92   | 19,18 m |      |
| 16   | A      | Bishop Dolegiewicz | Canada           | 18,68 | n     | n       | 18,68 m |      |
| 17   | B      | Bruno Pauletto     | Canada           | 17,46 | 17,22 | 18,32   | 18,32 m |      |
| 18   | B      | Sergej Smirnov     | Unione Sovietica | n     | n     | 18,03   | 18,03 m |      |
| 19   | A      | Ahmed Kamel Shatta | Egitto           | 16,66 | 16,47 | 16,73   | 16,73 m |      |
| 20   | A      | Adnan Houry        | Siria            | n     | n     | n       | nm      |      |

### Finale
| Pos.    | Atleta            | Nazione          | Lanci   | Lanci   | Lanci   | Lanci           | Lanci           | Lanci           | Misura  | Note |
| Pos.    | Atleta            | Nazione          | 1°      | 2°      | 3°      | 4°              | 5°              | 6°              | Misura  | Note |
| ------- | ----------------- | ---------------- | ------- | ------- | ------- | --------------- | --------------- | --------------- | ------- | ---- |
| Oro     | Edward Sarul      | Polonia          | 21,04 m | 20,74 m | n       | n               | 20,34 m         | 21,39 m         | 21,39 m |      |
| Argento | Ulf Timmermann    | Germania Est     | 19,61 m | 20,06 m | 20,45 m | 20,87 m         | 21,16 m         | n               | 21,16 m |      |
| Bronzo  | Remigius Machura  | Cecoslovacchia   | 20,26 m | n       | n       | 20,74 m         | n               | 20,98 m         | 20,98 m |      |
| 4       | Dave Laut         | Stati Uniti      | 20,60 m | 20,32 m | n       | n               | n               | n               | 20,60 m |      |
| 5       | Jānis Bojārs      | Unione Sovietica | 19,55 m | 19,77 m | 20,06 m | 20,32 m         | 19,98 m         | n               | 20,32 m |      |
| 6       | Udo Beyer         | Germania Est     | 20,08 m | 20,09 m | n       | 20,07 m         | n               | n               | 20,09 m |      |
| 7       | Alessandro Andrei | Italia           | 19,80 m | 18,65 m | 20,07 m | 19,61 m         | n               | 19,30 m         | 20,07 m |      |
| 8       | Aulis Akonniemi   | Finlandia        | 19,85 m | 18,83 m | n       | n               | n               | n               | 19,85 m |      |
| 9       | Vladimir Milić    | Jugoslavia       | 19,71 m | n       | n       | Non qualificati | Non qualificati | Non qualificati | 19,71 m |      |
| 10      | Mike Lehmann      | Stati Uniti      | 19,69 m | 19,46 m | n       | Non qualificati | Non qualificati | Non qualificati | 19,69 m |      |
| 11      | Josef Kubeš       | Cecoslovacchia   | 19,62 m | n       | 19,67 m | Non qualificati | Non qualificati | Non qualificati | 19,67 m |      |
| 12      | Ivan Ivančić      | Jugoslavia       | 19,42m  | n       | 19,52 m | Non qualificati | Non qualificati | Non qualificati | 19,52 m |      |